# Loriol-sur-Drôme
Loriol-sur-Drôme é uma comuna francesa na região administrativa de Auvérnia-Ródano-Alpes, no departamento de Drôme. Estende-se por uma área de 28,66 km². Em 2010 a comuna tinha 6 699 habitantes (densidade: 233,7 hab./km²).